# Liste der Naturdenkmale in Meddersheim
Die Liste der Naturdenkmale in Meddersheim nennt die im Gemeindegebiet von Meddersheim ausgewiesenen Naturdenkmale (Stand 7. März 2024).

## Naturdenkmale
| Nr.         | Bezeichnung | Lage                                                | Beschreibung                  | Bild                                    |
| ----------- | ----------- | --------------------------------------------------- | ----------------------------- | --------------------------------------- |
| ND-7133-379 | Beilstein   | südlich des Ortes; Abteilung Am Beilstein Lage      | Taldurchbruch des Hottenbachs | Direkt Bild zu diesem Denkmal hochladen |
| ND-7133-398 | Zwei Eichen | südlich des Ortes; Abteilung In der Hottenbach Lage | Quercus robur, zwei Bäume     | Direkt Bild zu diesem Denkmal hochladen |
| ND-7133-39  | Eiche       | südlich des Ortes; Abteilung Kahlenhain Lage        | Quercus sp.                   | Direkt Bild zu diesem Denkmal hochladen |